# Renfe série 309
Renfe série 309 est une série de locomotives diesel de la compagnie de chemins de fer espagnols RENFE. Construites par MTM, elles ont été mises en service en 1985 et 1986.

## Histoire
À la fin des années 1970, la Renfe songe sérieusement à moderniser son parc de locotracteurs de manœuvres, dont les unités les plus anciennes dépassent les trente ans. Dans un premier temps, une transformation partielle de la série 303 est envisagée. L'installation d'un moteur Bazan sur le 303-015 donne satisfaction, mais les éléments mécaniques et électriques de l'engin accusent leur temps. Courant 1982, la Renfe décide donc d'acheter du matériel neuf et ouvre un concours pour la fourniture de 50 locomotives diesel mixtes et de manœuvre, d'une puissance maximale de 1100 chevaux, à trois essieux ou à bogies, la transmission pouvant être hydraulique ou électrique. Les constructeurs nationaux se contentent de présenter divers modèles de firmes étrangères telles que Mak, Krauss-Maffei, ou Henschel. La MTM décide de faire cavalier seul et présente son type DH 700, un dérivé du DH 600 spécialement étudié pour la Renfe. En juillet 1983, la Renfe retient la proposition de MTM et signe un contrat pour la fourniture de 20 locotracteurs.

## Conception
La MTM avait bien préparé son coup, et planchait depuis longtemps sur un tel projet. C'est en 1977 que le département des projets décide de réactualiser de vieilles études de 1955 afin d'être présent sur le marché du locotracteur de manœuvres lourd. Les modifications à réaliser sont si importantes qu'on opte finalement pour l'étude d'un modèle entièrement nouveau. Cela va déboucher sur la mise au point de plusieurs prototypes, capables d'assurer aussi bien un service de manœuvres qu'un service de ligne : les types DH 200, DH 300 et DH 600. Le type DH 2000, également étudié, ne dépassera pas le stade de la planche à dessin. La Renfe s'intéresse déjà de près au projet, et procède à divers essais des DH 200 et DH 300 dans les gares barcelonaises de La Sagrera et San Andrés Condal en 1980. D'autres essais auront lieu avec le prototype DH 600 dans les mêmes gares en 1983, alors que la future série 309 est déjà en cours de construction. Le moteur Guascor E 310 TO qui équipe ce prototype ne sera finalement pas retenu.

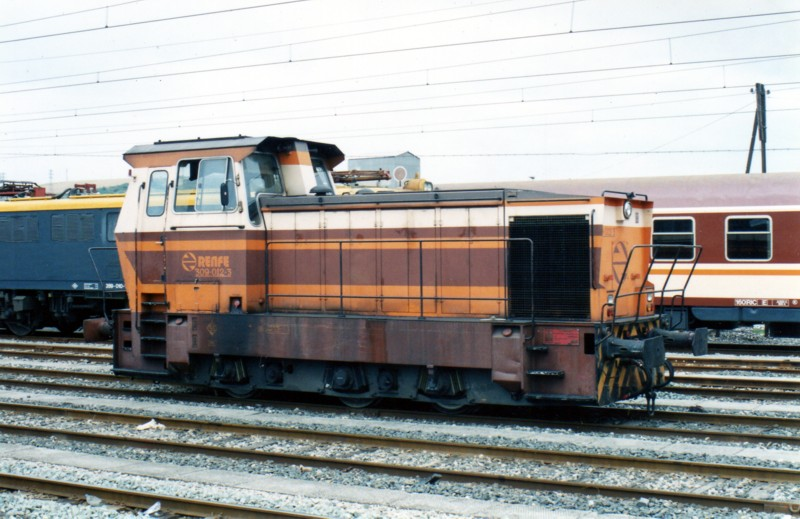
Le 309-012-3 à Pampelune le 12 juillet 1992

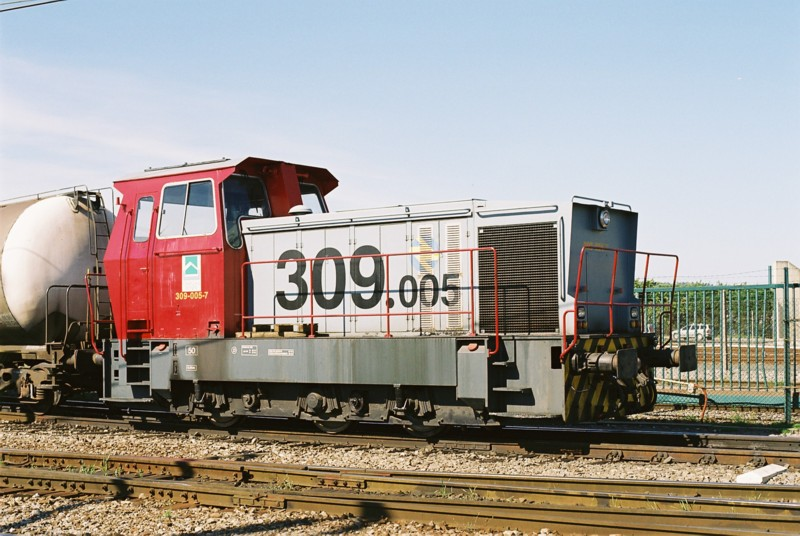
Le 309-005-7 à Hendaye le 4 octobre 2005

La première unité est livrée à la Renfe en juin 1985. Elle tranche d'emblée avec le reste du parc de manœuvres par sa belle et colorée livrée "Estrella". Les premiers essais montrent diverses imperfections qui sont corrigées en usine à partir du 309-404 : renforcement des suspensions sur les essieux extrêmes, rétrécissement de la largeur de la cabine qui engageait le gabarit, et pose des équipements spécifiques à la remorque des trains de voyageurs. Après correction des diverses anomalies constatées, la première unité arrive à Fuencarral le 9 mai 1986, après quatre jours de voyage depuis Barcelona par ses propres moyens.

## Service
Fin 1986, dix-huit unités sont déjà livrées et toutes affectées aux dépôts madrilènes de Fuencarral et Atocha. Elles assurent les manœuvres et les remontes des rames voyageurs depuis les triages de Santa Catalina et Vicalvaro. Du 22 au 28 septembre 1986, le 309-005 est présenté au public lors de l'exposition "Semana del tren" à Madrid.
Après réception des dernières unités en mai 1987, la série est répartie entre les dépôts de Fuencarral, Casa Antunez, Olaveaga, Santander, Irun, et Leon. Quelques transferts auront ensuite lieu vers Barcelona-San Andrés Condal et Ollargan.
L'étude d'une possible transformation pour la voie normale, menée en 1989, débouche sur un échec. par contre, en mars 1990, la Renfe approuve un projet d'installation de la radiocommande sur certaines unités de la série 309. Désigné pour servir de prototype, le 309-003 est équipé par la MTM qui le dote également d'attelages automatiques type RK 900. La Renfe envisage alors d'équiper 10 unités sur ce modèle. Les contraintes de l'exploitation montrent vite les limites du système, et seuls les 309-001 et 002 reçoivent ces équipements en 1992.
Les premières radiations interviennent assez tôt. Les 309-011 et 017 sont l'objet d'incendies d'origines criminelles à Pasaia et Errenteria, ce qui provoque la réforme du 011 jugé irréparable. Le 017 sera définitivement réformé en 2000. Vers 2002, les 309-007 et 008 sont vendus à une entreprise privée qui les utilise depuis pour la manœuvre des trains de charbon à la centrale thermique d'Andorra, dans la province de Teruel.